# NBA 올해의 임원상
NBA 올해의 임원상(영어: NBA Executive of the Year Award)은 NBA의 상으로, 정규 시즌 동안 가장 우수했던 제너럴 매니저에게 주어지는 상이다. 2009년 이전에 올해의 경영자는 스포팅 뉴스에서 매년 발표했지만 NBA에서 공식적으로 인정했다. 2009년부터 NBA에서 수여되하고 있다. 투표는 리그의 30개 팀 임원들이 진행하며, 가장 많은 표를 받은 사람이 수상하게 된다.

## 올해의 임원상
| 시즌      | 수상자              | 소속팀                    |
| --------- | ------------------- | ------------------------- |
| 1972~1973 | 조 액셀슨           | 캔자스시티-오마하 킹스    |
| 1973~1974 | 에디 도노반         | 버펄로 브레이브스         |
| 1974~1975 | 딕 베스트러브       | 골든스테이트 워리어스     |
| 1975~1976 | 제리 콜란젤로       | 피닉스 선스               |
| 1976~1977 | 레이 패터슨         | 휴스턴 로키츠             |
| 1977~1978 | 안젤로 드로소스     | 샌안토니오 스퍼스         |
| 1978~1979 | 밥 페리             | 워싱턴 불리츠             |
| 1979~1980 | 레드 아워백         | 보스턴 셀틱스             |
| 1980~1981 | 제리 콜란젤로       | 피닉스 선스               |
| 1981~1982 | 밥 페리             | 워싱턴 불리츠             |
| 1982~1983 | 졸리 볼초크         | 시애틀 슈퍼소닉스         |
| 1983~1984 | 프랭크 레이든       | 유타 재즈                 |
| 1984~1985 | 빈스 보릴라         | 덴버 너기츠               |
| 1985~1986 | 스탠 카스텐         | 애틀랜타 호크스           |
| 1986~1987 | 스탠 카스텐         | 애틀랜타 호크스           |
| 1987~1988 | 제리 크라우스       | 시카고 불스               |
| 1988~1989 | 제리 콜란젤로       | 피닉스 선스               |
| 1989~1990 | 밥 배스             | 샌안토니오 스퍼스         |
| 1990~1991 | 버키 벅윌터         | 포틀랜드 트레일블레이저스 |
| 1991~1992 | 웨인 밸리           | 클리블랜드 캐벌리어스     |
| 1992~1993 | 제리 콜란젤로       | 피닉스 선스               |
| 1993~1994 | 밥 휘시트           | 시애틀 슈퍼소닉스         |
| 1994~1995 | 제리 웨스트         | 로스앤젤레스 레이커스     |
| 1995~1996 | 제리 크라우스       | 시카고 불스               |
| 1996~1997 | 밥 배스             | 샬럿 호니츠               |
| 1997~1998 | 웨인 밸리           | 클리블랜드 캐벌리어스     |
| 1998~1999 | 제프 패트리         | 새크라멘토 킹스           |
| 1999~2000 | 존 가브리엘         | 올랜도 매직               |
| 2000~2001 | 제프 패트리         | 새크라멘토 킹스           |
| 2001~2002 | 로드 쏜             | 뉴저지 네츠               |
| 2002~2003 | 조 듀마스           | 디트로이트 피스턴스       |
| 2003~2004 | 제리 웨스트         | 멤피스 그리즐리스         |
| 2004~2005 | 브라이언 콜란젤로   | 피닉스 선스               |
| 2005~2006 | 엘진 베일러         | 로스앤젤레스 클리퍼스     |
| 2006~2007 | 브라이언 콜란젤로   | 피닉스 선스               |
| 2007~2008 | 대니 에인지         | 보스턴 셀틱스             |
| 2008~2009 | 마크 와켄티         | 덴버 너기츠               |
| 2009~2010 | 존 해먼드           | 올랜도 매직               |
| 2010~2011 | 팻 라일리 가얼 포먼 | 마이애미 히트 시카고 불스 |
| 2011~2012 | 래리 버드           | 인디애나 페이서스         |
| 2012~2013 | 마사이 유지리       | 덴버 너기츠               |
| 2013~2014 | R.C. 뷰퍼드         | 샌안토니오 스퍼스         |
| 2014~2015 | 밥 마이어스         | 골든스테이트 워리어스     |
| 2015~2016 | R.C. 뷰퍼드         | 샌안토니오 스퍼스         |
| 2016~2017 | 밥 마이어스         | 골든스테이트 워리어스     |
| 2017~2018 | 데릴 모레이         | 휴스턴 로키츠             |
| 2018~2019 | 존 홀스트           | 밀워키 벅스               |
| 2019~2020 | 로렌스 프랭크       | 로스앤젤레스 클리퍼스     |
| 2020~2021 | 제임스 존스         | 피닉스 선스               |
| 2021~2022 | 재커리 클라이만     | 멤피스 그리즐리스         |
| 2022~2023 | 몬테 맥네이어       | 새크라멘토 킹스           |
| 2023~2024 | 브래드 스티븐스     | 보스턴 셀틱스             |
| 2024~2025 | 샘 프레스티         | 오클라호마시티 선더       |

## 수상횟수
| 횟수 | 수상자            | 소속 팀                                 | 수상연도               |
| ---- | ----------------- | --------------------------------------- | ---------------------- |
| 4회  | 제리 콜란젤로     | 피닉스 선스                             | 1976, 1981, 1989, 1993 |
| 2회  | 밥 배스           | 샬럿 호니츠 샌안토니오 스퍼스           | 1990, 1997             |
| 2회  | R.C. 뷰퍼드       | 샌안토니오 스퍼스                       | 2014, 2016             |
| 2회  | 브라이언 콜란젤로 | 피닉스 선스 토론토 랩터스               | 2005, 2007             |
| 2회  | 웨인 밸리         | 클리블랜드 캐벌리어스                   | 1992, 1998             |
| 2회  | 밥 페리           | 워싱턴 불리츠                           | 1979, 1982             |
| 2회  | 스탠 카스텐       | 애틀랜타 호크스                         | 1986, 1987             |
| 2회  | 제리 크라우스     | 시카고 불스                             | 1988, 1995             |
| 2회  | 밥 마이어스       | 골든스테이트 워리어스                   | 2015, 2017             |
| 2회  | 제프 패트리       | 새크라멘토 킹스                         | 1999, 2001             |
| 2회  | 제리 웨스트       | 로스앤젤레스 레이커스 멤피스 그리즐리스 | 1995, 2004             |